# بيت البوص العليا (الحيمة الداخلية)

تعديل مصدري - تعديل

بيت البوص العليا هي إحدى قرى عزلة بني الحذيفي بمديرية الحيمة الداخلية التابعة لمحافظة صنعاء، بلغ تعداد سكانها 97 نسمة حسب تعداد اليمن لعام 2004.